# Hypercompe robusta
Hypercompe robusta là một loài bướm đêm thuộc phân họ Arctiinae, họ Erebidae.